# Macrocera africana
Macrocera africana är en tvåvingeart som beskrevs av Freeman 1970. Macrocera africana ingår i släktet Macrocera och familjen platthornsmyggor. Inga underarter finns listade i Catalogue of Life.